# Baldur von Schirach
Pour les articles homonymes, voir Schirach (homonymie).
Baldur Benedikt von Schirach, né le 9 mai 1907 à Berlin et mort le 8 août 1974 à Kröv-an-der-Mosel, est un haut dignitaire du parti nazi, nommé par Hitler chef des Jeunesses hitlériennes, et gauleiter de Vienne sous le Troisième Reich.
Il joue un rôle majeur dans la politique nazie de mise au pas de la société allemande. Il est condamné à vingt ans de prison lors du procès de Nuremberg et est emprisonné à la prison de Spandau. Il sera l'un des très rares hauts dirigeants nazis à exprimer des remords pour avoir soutenu le régime nazi. 

## Biographie

### Enfance et adolescence
Baldur von Schirach est issu d'une riche famille noble d'officiers. Il est le puîné de quatre frères. Son père, l'officier Carl von Schirach, épouse Emma, la fille d'un avocat américain. En 1908, Carl démissionne de l’armée pour devenir directeur du théâtre de la Cour grand-ducale de Weimar. Le jeune Schirach connaît une enfance privilégiée, marquée par la musique, le théâtre et la littérature. Il sera d'ailleurs l'un des rares dirigeants nazis à parler couramment l'anglais. Très tôt, il fait preuve d’un talent de poète et aime particulièrement Goethe. Mais la Première Guerre mondiale met vite fin à cette vie sans souci.
Au lendemain de la défaite allemande de 1918, son père est révoqué et reste quelque temps sans emploi. Les désordres qui agitent alors l’Allemagne traumatisent durablement la famille Schirach. Le fils aîné, ne supportant pas le déshonneur de sa patrie, met fin à ses jours. Désenchanté, Carl von Schirach se tourne vers l’extrême droite et devient l’un des partisans du Parti national-socialiste.
Durant son adolescence, Baldur von Schirach est marqué par la haine de son père envers la république de Weimar. Au cours d’un voyage qu’il effectue avec sa mère aux États-Unis, sa famille américaine lui propose de s’y installer pour entamer une carrière, mais Schirach choisit de retourner en Allemagne. Il déclare être devenu durant cette période antisémite à la lecture du livre de Henry Ford The international Jew,. Le 29 août 1925, lors d’un dîner organisé dans la maison familiale, il fait la connaissance d'Adolf Hitler. Profondément impressionné par cette rencontre, l’adolescent adhère peu après au NSDAP. Il compose un poème sur Hitler qui est publié dans un recueil en 1929 ; pour le féliciter, ce dernier lui envoie une photographie signée. En 1927, Schirach entre à la SA et s’installe à Munich, où il s’inscrit à l’université pour suivre des cours d’histoire de l’art, d’anglais et de littérature allemande.

### Le NSDAP

#### Ascension
En dépit de son jeune âge, von Schirach fait très rapidement partie du cercle intime des dirigeants du NSDAP. Ainsi, le 20 juillet 1928, il est nommé à la tête de l’Union des étudiants hitlériens. En 1929, son engagement politique le pousse à abandonner ses études. Propagandiste et organisateur remarquable du mouvement étudiant, il inspire chez ses compagnons les idéaux de la camaraderie, du sacrifice, de la discipline, du courage et de l’honneur. Il gagne ainsi à la cause nazie des centaines de milliers de jeunes.
L’efficacité de son action auprès de la jeunesse et la dévotion aveugle qu’il exprime dans ses poèmes lui valent l’estime d'Adolf Hitler. Le 30 octobre 1931, celui-ci le nomme chef des Jeunesses hitlériennes, poste qu'Hitler crée spécialement pour lui. Schirach, qui n’a que 24 ans, devient ainsi colonel de la SA. À peine nommé au rang de chef des Jeunesses hitlériennes, il exclut les révolutionnaires[Qui ?] de cette organisation et rédige des éléments de programme en matière de politique universitaire : l'introduction d'un quota d'étudiants juifs, la création de nouvelles disciplines comme les études raciales, les sciences militaires, dans le cadre d'une université définie par sa place dans la communauté nationale. Dans le même temps, il présente des listes aux élections de représentants étudiants. Ces listes obtiennent des résultats si importants que la Fédération nationale des comités étudiants vote, en 1932, l'abolition des élections et l'adoption du Führerprinzip.
En mars 1932, il épouse Henriette Hoffmann, la fille du photographe personnel de Hitler, Heinrich Hoffmann. Hitler est témoin du mariage et leur offre un chien. Le couple a ensuite quatre enfants, trois garçons et une fille. Le 31 juillet, Schirach devient député au Reichstag. Quelques mois plus tard, début octobre 1932, il organise une monumentale marche de la jeunesse nazie. Des dizaines de milliers de jeunes, venus à pied de toute l'Allemagne, rendent ainsi hommage à Hitler au cours d’un défilé qui dure près de sept heures. Hitler est lui-même très impressionné.

#### Sous le régime hitlérien

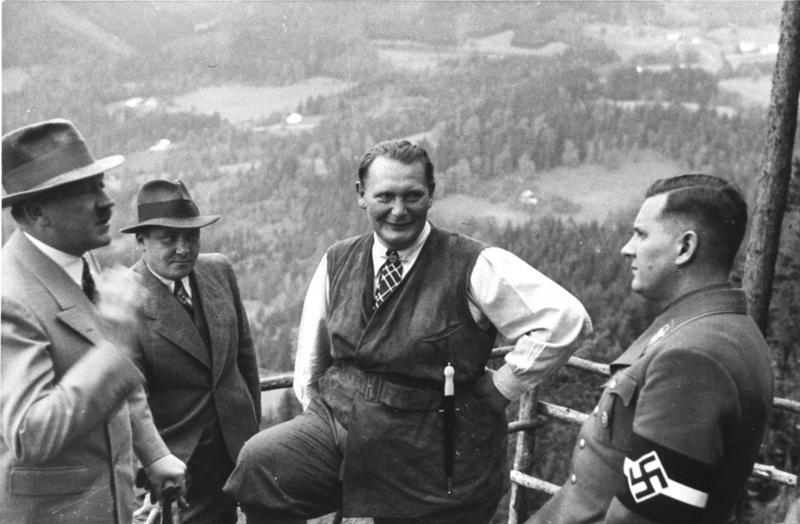
Au Berghof en 1936, de gauche à droite : Hitler, Bormann, Göring et Schirach (de profil).

À partir de janvier 1933, Schirach travaille d’arrache-pied pour atteindre son objectif : inculquer à la jeunesse allemande les idéaux nazis. Il prend ainsi possession, par la force, des bureaux du comité des associations de jeunesse du Reich, puis de l’organisation des auberges de jeunesse. Le 17 juin 1933, lors d’une cérémonie en présence de Hitler, Schirach devient chef des Jeunesses du Reich allemand. La Hitlerjugend est ainsi libérée de la tutelle SA et devient autonome vis-à-vis du parti.
Entre janvier 1933 et la fin de l'année 1934, les Jeunesses hitlériennes passent de un à trois millions et demi de membres. À la suite du décret du 1er décembre 1936 qui en fait une organisation d’État, les adhérents sont de plus en plus nombreux. Schirach devient alors secrétaire d’État à la Jeunesse. Désormais, il ne dépend plus que de Hitler et est « entièrement responsable de l’éducation physique, idéologique et morale de la jeunesse allemande ».

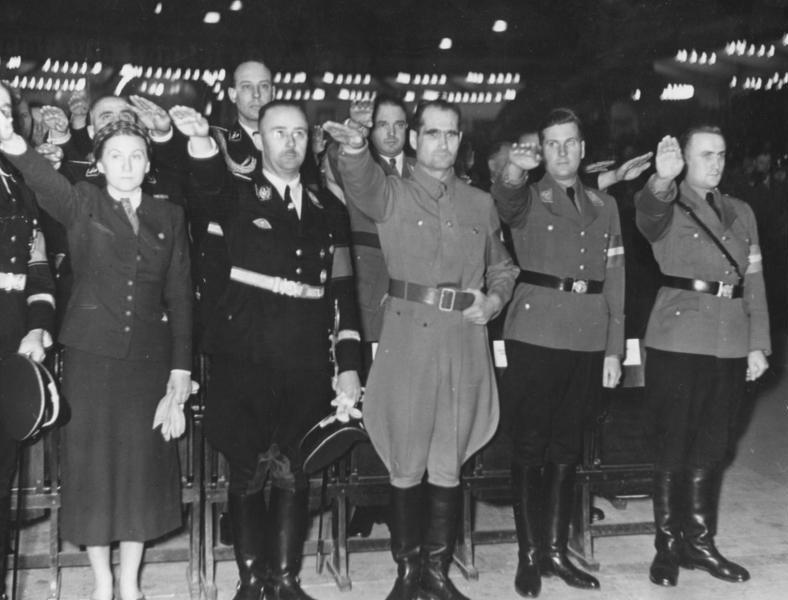
Manifestation pour les Jeunesses hitlériennes, le 13 février 1939 au palais des sports de Berlin, de gauche à droite : Gertrud Scholtz-Klink, Himmler, Hess, Schirach et Artur Axmann.

En janvier 1937, avec l'aide du docteur Ley, il ouvre les « écoles Adolf Hitler » pour former l’élite du IIIe Reich. Son organisation travaille en étroite collaboration avec le ministère de la Propagande, dirigé par Goebbels. Présenté comme une sorte de héros, adulé par les jeunes nazis comme un dieu, les photographies du chef des Jeunesses hitlériennes sont diffusées en nombre dans l’ensemble du Reich. En 1938, Schirach déclare :

« Le combat pour l’unification de la jeunesse allemande est terminé. Je considère comme de mon devoir de la conduire d’une manière dure et intransigeante […] et je promets au peuple allemand que la jeunesse du Reich, la jeunesse d’Adolf Hitler, accomplira son devoir suivant l’esprit de l’homme à qui seul leurs vies appartiennent. »

Le 25 mars 1939, l’adhésion aux Jeunesses hitlériennes devient obligatoire pour les jeunes voulant pratiquer des activités sportives ou encore aller à l'école. Elles regroupent alors douze millions de jeunes. Schirach transforme ainsi la jeunesse allemande en « objet de propagande vivante », permettant ainsi l'embrigadement des parents par leurs enfants. C'est à cette époque que Schirach prononce la célèbre phrase dans un meeting, joignant le geste à la parole :

« Quand j'entends le mot « culture », je sors mon revolver! »

Cette phrase est inspirée d'une réplique que l'écrivain nazi Hanns Johst fait dire à un personnage de l'une de ses pièces de théâtre intitulée Schlageter (1933). Attribuée à tort indifféremment à Göring ou Goebbels (mais parfois à Schirach lui-même), c'est l'une des plus célèbres citations apocryphes du XXe siècle.
Terrain d’entraînement des futurs officiers, les Jeunesses hitlériennes deviennent également, à partir du 26 août 1938, le vivier de la SS : à la suite d’un premier accord conclu entre Schirach et Himmler, les meilleures recrues sont orientées vers « l’Ordre noir » après avoir suivi un entraînement particulier. Un bureau de liaison entre la SS et la Hitlerjugend est mis en place le 1er octobre et un nouvel accord renforçant cette collaboration est signé le 17 décembre. Quant à la coopération avec l’armée, elle est renforcée à compter du 11 août 1939 : Schirach signe en effet une nouvelle convention avec Wilhelm Keitel, chef de l'Oberkommando der Wehrmacht, suivant laquelle la Hitlerjugend doit effectuer un entraînement pré-militaire suivant les règles fixées par l'armée, cette dernière, en contrepartie, s’engageant à former chaque année trente mille instructeurs destinés aux Jeunesses hitlériennes.

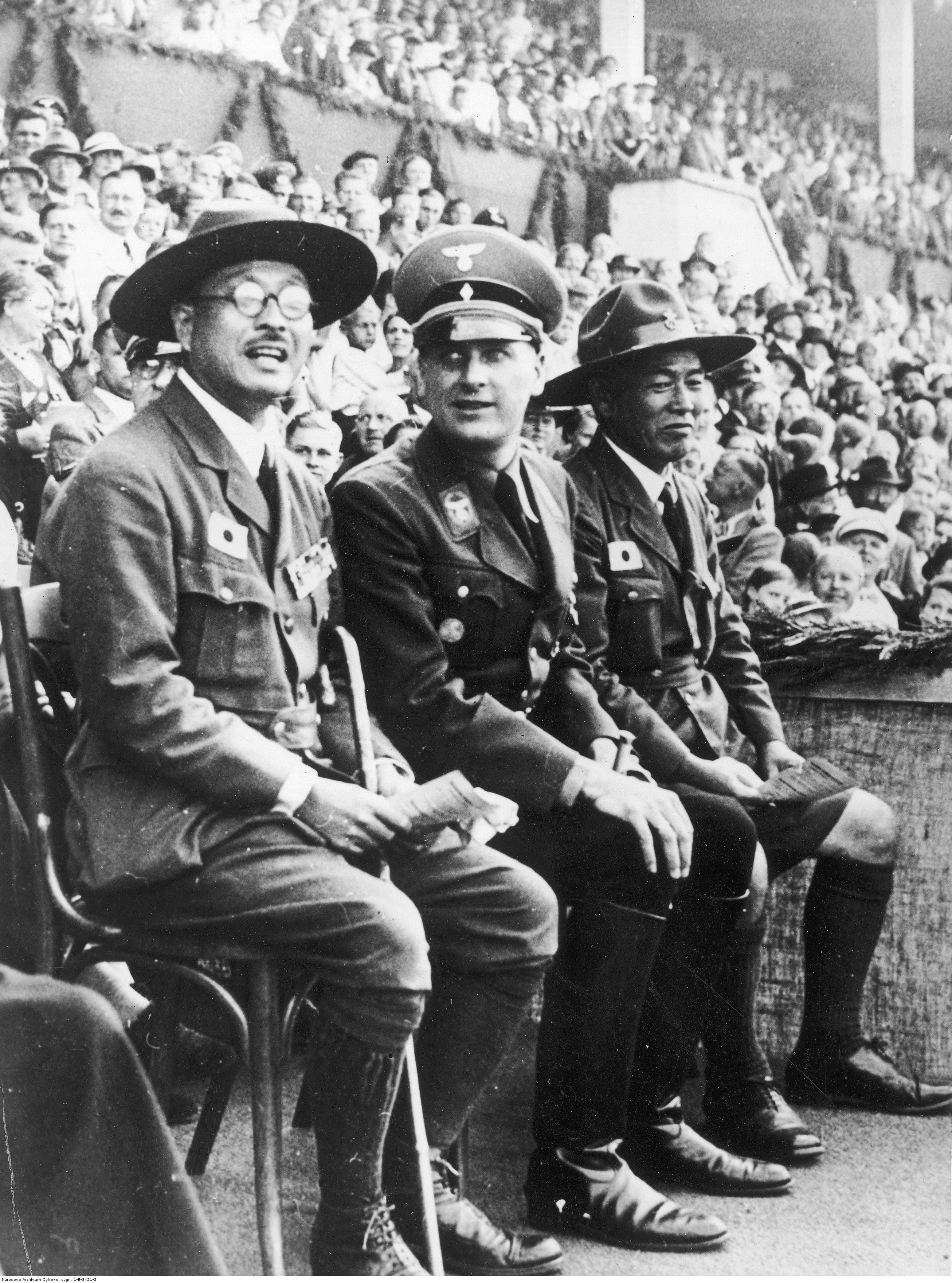
Le cofondateur des scouts japonais, Yoshinori Futara, et Baldur von Schirach (au centre) à un rassemblement des Jeunesses hitlériennes à Brême, en 1937.

##### Oppositions
Cependant, le Jugendführer n’a pas que des amis au sein du NSDAP. L’un de ses principaux ennemis, Martin Bormann, fait en sorte de nuire à sa réputation par des plaisanteries sur son comportement. Il est vrai que Schirach n’apprécie guère la vie spartiate qu’il fait régner dans les camps de la Hitlerjugend et il se montre distant envers ses troupes lors de ses déplacements. Quelque temps après le déclenchement de la guerre, en décembre 1939, sans doute pour couper court aux insinuations de ses opposants, Schirach rejoint volontairement l’armée. Après avoir subi un entraînement adéquat, il sert sur le front de l’Ouest à partir d’avril 1940 et participe à la campagne de France. En juin 1940, promu lieutenant, il reçoit la croix de fer de seconde classe avant d’être rappelé à Berlin par Hitler.
Son opposition à la guerre et des litiges internes le conduisent à être remplacé à la tête des Jeunesses hitlériennes ; il reste néanmoins Reichsleiter, chargé de l’éducation de la jeunesse allemande.

### «L'exil» à Vienne
Déçu par son protégé, Hitler l’écarte en le nommant en 1940 gouverneur de la région de Vienne et commissaire du Reich à la défense civile. À partir de septembre 1940, il est également chargé de l’évacuation des enfants des villes pour les protéger des bombardements britanniques. Dans la métropole viennoise, Schirach donne de somptueuses fêtes. Sur place, ses responsabilités couvrent l’économie de guerre, l’administration de Vienne et celle du Reichsgau sous la supervision du ministre de l’Intérieur. Il y est ainsi responsable du programme de travail forcé.
Surtout, dès sa prise de fonction, Schirach précipite la déportation des Juifs de la région de Vienne. Le 2 octobre 1940, alors qu’il participe à une réunion dans le bureau de Hitler, il demande au chef du Gouvernement général (une partie de la Pologne conquise en 1939) de se charger des Juifs qui sont encore présents à Vienne. Le 3 décembre, à la suite de ses rapports, il reçoit une lettre lui annonçant que Hitler a décidé de déporter les 60 000 Juifs restants à Vienne vers le Gouvernement général. Au total, il participe directement à l’envoi en Pologne de 185 000 Juifs, expulsions qu’il juge, dans l’un de ses discours, comme étant « une contribution active à la culture européenne ».
Schirach n’a désormais plus de réelle influence au sein du Reich. Ses rapports avec le Führer vont en se dégradant jusqu’à la fin du conflit. Bormann fait d’ailleurs en sorte d’envenimer leurs relations. Après le 17 novembre 1942, une nouvelle répartition administrative le décharge de la responsabilité du Danube inférieur et du Danube supérieur.

### La rupture avec le Führer
En 1943, il s’attire les foudres de Hitler pour avoir organisé à Vienne une exposition sur « l’art décadent ». La même année, le 24 juin, lors d'une soirée au Berghof, peu après le départ d'Eva Braun, une dispute entre son épouse Henriette et Hitler précipite la rupture. Selon les deux époux, Henriette aurait reproché à Hitler le traitement des femmes juives en Hollande, et indirectement le génocide des Juifs : Hitler qui ne parlait jamais de ce sujet en public, aurait déclaré, en formant symboliquement avec ses mains la représentation de deux coupes, que le sang de dix mille Allemands coulait chaque jour et qu’il fallait rétablir un « équilibre » ; il aurait ajouté qu’elle devait « apprendre à haïr », comme lui l’avait fait. Henriette aurait répliqué, citant Iphigénie de Goethe : « Je ne suis pas là pour partager la haine (Mithassen) mais l’amour (Mitlieben) ». L'historien François Delpla pense que les époux Schirach ont attendu la sortie de prison de Baldur von Schirach pour révéler cette anecdote ; en effet, elle aurait sinon contribué à établir que ce dernier était au courant du génocide, ce qu'il a contesté lors de son procès.

### Le procès de Nuremberg

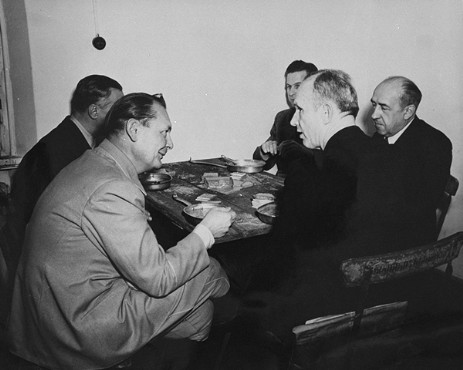
Repas pris par quelques anciens dirigeants nazis pendant le procès de Nuremberg : dans le sens inverse des aiguilles d'une montre en commençant par Göring en costume clair, Karl Doenitz (de dos), Walther Funk, Baldur von Schirach (caché) et Alfred Rosenberg (caché).

Au moment de la prise de Vienne par l’Armée rouge le 13 avril 1945, Schirach tente dans un premier temps d’échapper à la capture. Sous le nom de Falk, il parvient ainsi à travailler comme interprète pour l’armée américaine, à Schwaz dans le Tyrol. Cependant, quelques jours avant la capitulation allemande, le 5 mai, il dévoile son identité par une lettre remise aux Américains et se constitue prisonnier. Le 20 novembre, il est mis en accusation par le tribunal de Nuremberg pour « plan concerté ou complot » et « crimes contre l’humanité ». Le principal acte d’accusation repose sur sa participation aux déportations des Juifs d’Autriche.

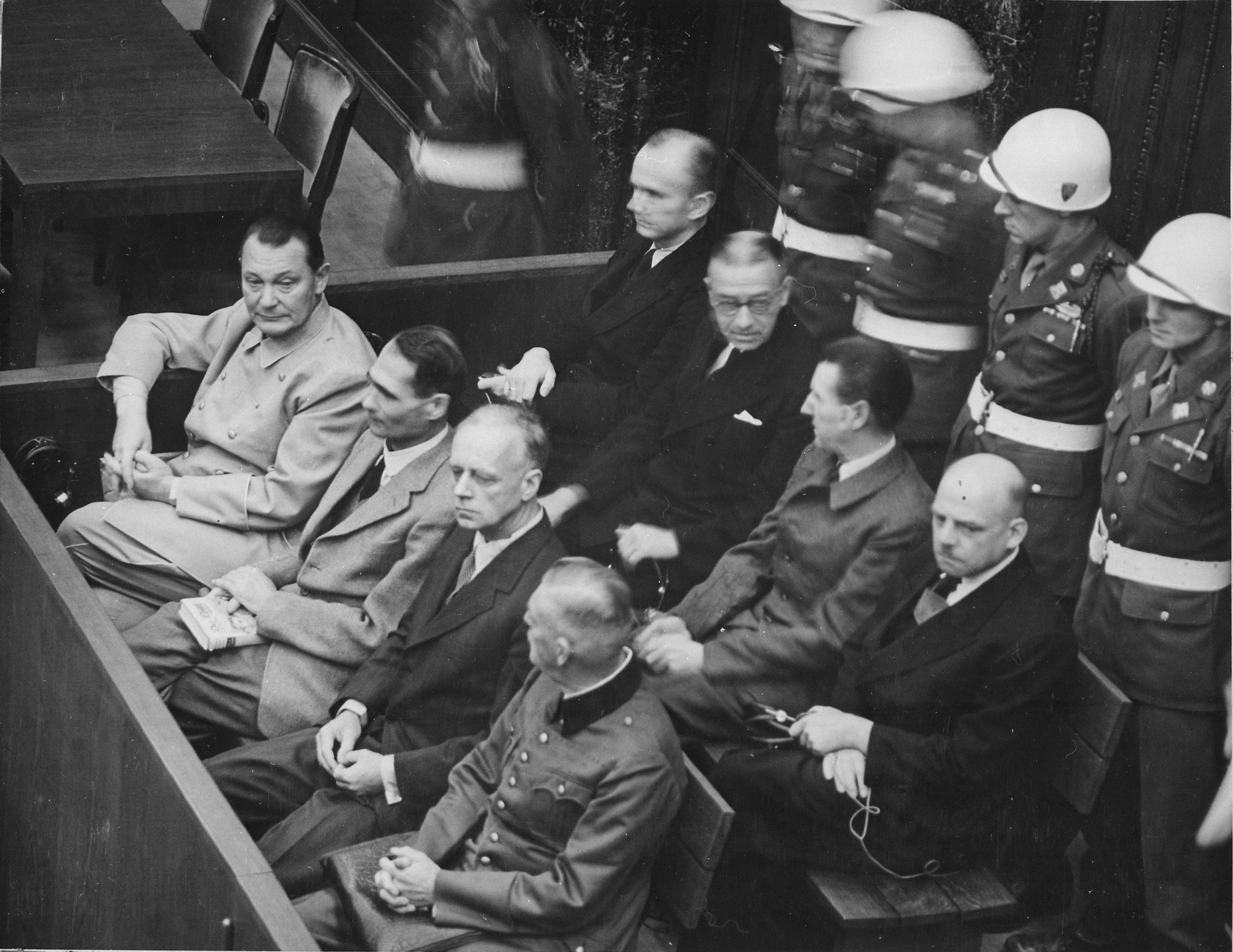
Procès des principaux responsables politiques et militaires du Reich à Nuremberg, 1946. Au premier rang, de gauche à droite : Göring, Hess, Ribbentrop, le maréchal Keitel ; au second rang : les deux amiraux Dönitz et Raeder, Schirach, Sauckel.
D’autres procès ont suivi.

Au cours du procès de Nuremberg, Schirach est un des seuls, avec Speer et Hans Frank, à reconnaître la culpabilité du régime nazi et à faire preuve de quelque repentance. Il déclare : « Devant Dieu, devant la nation allemande, devant le peuple allemand, je porte seul la culpabilité d’avoir entraîné la jeunesse à soutenir un homme qui durant de longues années a été considéré comme étant irréprochable et qui a assassiné des millions de personnes ». Il apporte la preuve qu’il a protesté auprès de Bormann contre le traitement inhumain infligé aux Juifs. Il déclare que les crimes commis resteront pour des siècles une tache dans l’histoire allemande. Il assure ne pas avoir eu connaissance de l’existence des camps d’extermination. Cette affirmation est fort douteuse, puisque ses fonctions lui valaient de recevoir les rapports du SD sur l’application de la « solution finale ». Il se défend en affirmant que ses « principales activités à Vienne étaient sociales et culturelles ».
Le 1er octobre 1946, disculpé du premier chef d’accusation, Schirach est reconnu coupable de crime contre l'humanité et condamné à vingt ans de prison. Au cours de ses années d’incarcération, il commence à écrire secrètement ses mémoires. En 1950, les époux Schirach divorcent. La même année, ses enfants demandent sa grâce, en vain.

### La «fin» de Baldur von Schirach
C'est un homme malade et prématurément vieilli qui sort de la prison de Spandau, le 30 septembre 1966. Jusqu’à sa mort, il vit retiré dans le sud-ouest de la République fédérale d'Allemagne. En 1967, il publie Ich glaubte an Hitler en français : « J’ai cru en Hitler », tentant d’expliquer la fascination que le Führer avait exercée sur lui et la jeunesse allemande.
Il meurt dans son sommeil le 8 août 1974 dans un petit hôtel de Kröv-an-der-Mosel, à l'âge de 67 ans. Von Schirach avait épousé Henriette Hoffmann, la fille du photographe personnel de Hitler, Heinrich Hoffmann. Hitler et le leader SA, Ernst Röhm étaient ses témoins ; ils eurent quatre enfants, trois fils et une fille. Henriette a demandé le divorce en raison de sa relation amoureuse avec Peter Jacob, en juillet 1950.
Baldur von Schirach est enterré au cimetière local de Kröv. Sur sa pierre tombale figure l'inscription « Ich war Einer von Euch » (« J'étais l'un de vous »). L'un de ses petits-fils, Ferdinand von Schirach, né en 1964 à Munich, est un avocat et écrivain allemand. 
La tombe a été rasée au début de 2015 après expiration de la concession et la famille a renoncé à une prolongation .